# 小尻知博
小尻 知博（こじり ともひろ、1957年12月12日 - 1987年5月4日）は、日本のジャーナリスト。朝日新聞記者。

## 経歴
1957年12月12日、広島県豊田郡川尻町（現・呉市）で生まれた。「博く学を修め、知恵深く立派な子に」との願いから、「知博」と名付けられた。幼い時からよく読書をする少年で、「大きくなったら偉い人になって小尻家の名を挙げてくれよ」と言われ育った。1964年4月、川尻町立川尻小学校に入学。いたずら好きで、小学校へ何度も母親がお詫びに行った。小学3年の時、新聞係になり壁新聞「たけのこ新聞」を作った。この頃「僕は将来、新聞記者になるんだ」と話す。社会科の問題追求、国語読解はクラスで飛び抜けて優秀だった。詩、読書感想文などで朝日新聞社、中国新聞社などの賞を取った。
1970年4月、川尻中学校入学。柔道部、英会話部に入る。1年生の3学期に生徒会副会長になり、2年生の1年間、副会長を務めた。1972年4月、父親の転勤で大阪府堺市立大浜中学校転入、学級委員長に選ばれた。1973年4月、大阪府立泉北高等学校に進学した。映画研究部に所属し、脚本執筆、演出など映画製作に没頭した。
1977年4月、立命館大学法学部入学。1978年12月、朝日新聞京都支局アルバイトに採用された。1982年4月、朝日新聞入社、盛岡支局に配属される。
1987年5月3日、朝日新聞阪神支局執務中に目出し帽をかぶり散弾銃を持った男に殺害された（朝日新聞阪神支局襲撃事件・赤報隊事件）。

## 町ダネ記者
入社志望書（下書き）に「人の話を聞くのが好きですし、家族や職場で話題になり、人と人のコミュニケーションの役に立つような記事を書く、町ダネ記者になりたいと思います」と記した。1982年4月11日、初任地の盛岡での記者生活が始まる。4月13日、初原稿「桜前線 もうそこまで」を執筆し、翌14日、岩手版に掲載された。5月15日、岩手版トップを失明寸前の元サラリーマンによる漫画個展を紹介する記事が飾った。「サラ金－県内に見る実態」（「取り立て地獄」「落とし穴」「賢い消費者に」）が連載された（1983年5月24日から、第二岩手版）。

## 阪神支局へ
1985年3月下旬、阪神支局への異動の内示があった。支局から歩いて1、2分のところに新居を構えた。阪神支局に移っても、町ダネ記者としての取材が続いた。高校で映画製作に当たったため、記事においても映画関係が多くある。
- 往年のスター今ここに（1986年3月7日付、阪神・尼崎版）
- 8ミリ映画の灯消すな（1986年4月4日付、夕刊社会面）
- 若者は文化の先頭を（1986年4月14日付、夕刊「人きのうきょう」）
- 怪奇も過激8ミリホラー（1986年9月13日付、朝刊第二家庭面）
- 若者通り 8ミリ映画（1987年3月2日付、阪神・尼崎版）[13]

1987年3月3日、落語家・桂米朝へのインタビュー記事が掲載された。タイトルは「阪神を語る 尼崎は大阪にわりくうてきた」。米朝は小尻記者の印象を「お若いのに、まぁこれくらい万人に好かれ、愛され、頼りにされていた人は、ちょっとないのではないかと、つくづく思いました」、事件について「犯人は今もってあがらずじまい。全くひどい事件です。それが、戦後に人権尊重をうたいあげた憲法記念日の当日であったとは…。ただただ、ご冥福を祈るほかはありません」と記している。取材の様子は、テープに録音され残っている。
平和についての記事も執筆した。
- 原爆の書800冊集め展示会（1985年7月26日付、夕刊社会面）
- 原爆を読む…162冊（1985年12月8日付、朝刊社会面）
- 平和を考える展開く 岡田龍一さん（1986年8月1日付、朝刊三面「ひと」）
- 母親たちは語りつぐことに力を入れた（1986年8月15日付、阪神・尼崎版）
- 教諭はヒロシマ・ナガサキにこだわった（1986年8月15日付、阪神・尼崎版）[16]

指紋押捺問題に本格的に取り組んだ。1か月半に20本を超える記事を執筆した。
- 押捺を拒んだ喫茶店主を逮捕（1986年11月5日付、夕刊社会面）
- 強制具で指紋採取（1986年11月6日付、夕刊社会面）
- 支援態勢立て直し　指紋押捺拒否者逮捕で連絡会（1986年11月6日付、阪神・尼崎版）
- 指紋用紙の返還求める（1986年11月7日付、朝刊社会面）
- 川崎でも指紋強制具（1986年11月10日付、夕刊社会面）
- 国会で不当性追及　指紋採取で社党調査団（1986年11月22日付、朝刊社会面）
- 指紋押捺に道具を使用　人権侵害と追及（1986年12月9日付、夕刊社会面）
- 指紋原紙を返せ（1986年12月19日付、朝刊社会面）
- 問われる人権感覚（1986年12月26日付、阪神・尼崎版）[17]

## 殉職

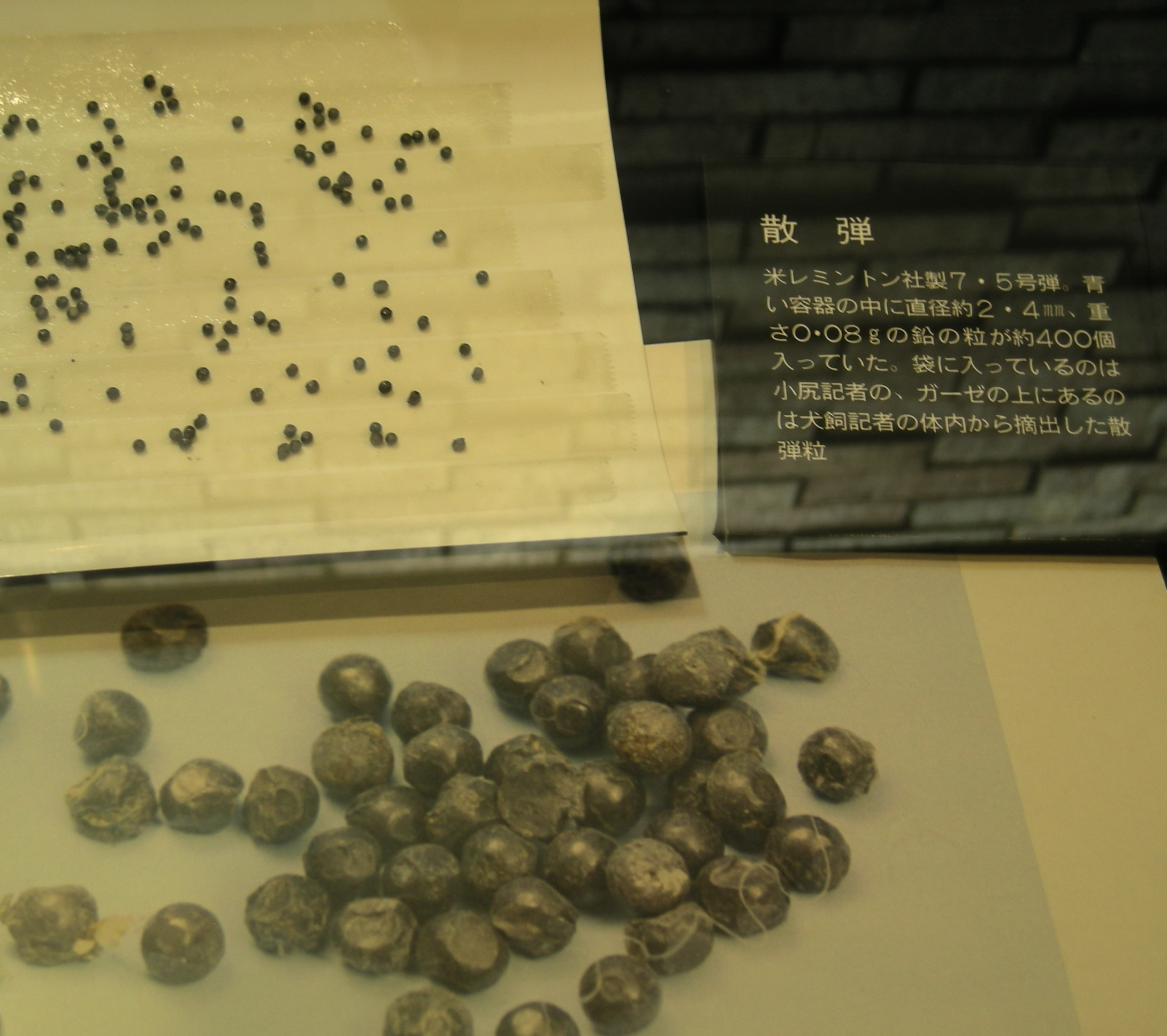
体内から摘出された散弾粒

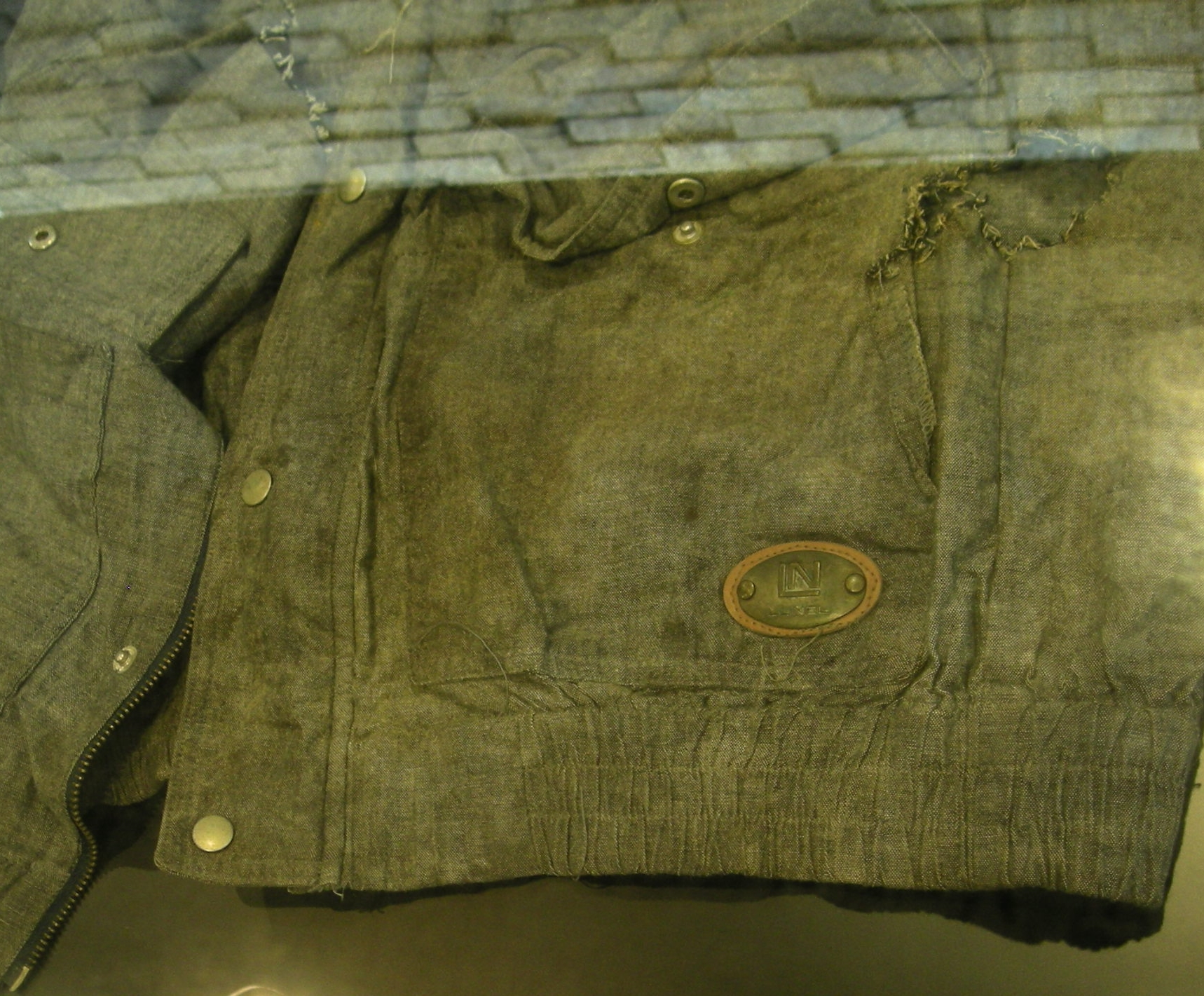
小尻記者が着用していたブルゾン

1987年5月3日午後8時15分、朝日新聞阪神支局に黒っぽい目出し帽の男が無言で2階編集室に入り、犬飼兵衛記者目がけて散弾銃を発射した。さらに銃声に驚き立ち上がった小尻知博記者に発砲、高山顕治記者に銃口を向けたが発砲することなく部屋を出て行った。小尻記者は尼崎市の関西労災病院に搬送されたが、4日午前1時10分、失血死した。
5月4日夕、土井たか子社会党委員長が阪神支局を訪れ、小尻記者の冥福を祈る。5月6日、広島県川尻町の生家で葬儀・告別式が営まれた。5月6日、「赤報隊一同」を名乗り、犯行声明文が共同、時事通信社2社に届いた。5月15日の朝日新聞社社葬には約2300人が参列して西宮市市民会館アミティーホールで行われ、約3000人が朝日新聞本社、支社に慰問・礼拝に訪れた。
毎年5月3日、阪神支局1階に小尻知博記者を追悼する拝礼所が設けられ、3階の襲撃事件資料室が一般開放される。朝日新聞労働組合は「言論の自由を考える5・3集会」を開いている。

## 反応
中江利忠朝日新聞社長は「衝撃と悲嘆は終生忘れられるものではありません」、事件を「大きな歴史の鏡として、私たち一人一人の責任で考え、行動する一里塚にしたいと思います」と表明した。元共同通信編集主幹の原寿雄は「ここで首脳部が少しでもひるめば、犯人の思うツボである。現場の記者たちがおびえるのも犯人の狙い通りになる。ひるむわけにはいかない。小尻記者がやられたのは、日本のジャーナリストがやられたことである。多くの者がそう受けとめ、決意を新たにした」と述べた。朝日新聞社会部記者は「やらねばならぬことは犯人を捕らまえることだ」と述べた。犯人の意図をひっくり返す重要性を指摘し、記事や取材で襲撃されると考えるのは「犯人の思うつぼだ」とした。
元読売新聞大阪本社編集局次長の黒田清は、「あの憎い散弾銃によって抹殺されたのは、新聞記者として本格的に活躍するための入り口にさしかかったばかりであり、これから社会をよくするために、さまざまな事柄の後ろにあるものをあばき出してくれるはずだった小尻記者の可能性である。そのことが、私には何より悔しい」と述べた。
映画監督の熊井啓は「このような暴力行為は単に朝日新聞だけの問題じゃなく、広い意味での表現にたずさわる者すべてにとっての挑戦であり、とことん真相を究明してほしい」。女性史研究家の山崎朋子は「民主主義社会に対する挑戦だと感じる。私は、少数意見が尊重されるのが民主主義社会だと思うが、暴力は小さなものでも決して許してはならない」と述べた。
読者から寄せられた声には、次のようなものがあった。
- こんな事件が起きるようだったら、暴力がのさばった戦前の暗い時代に逆戻りだ。朝日新聞は国家秘密法案に反対キャンペーンをしているのでそれに対する挑戦かもしれない。
- 「一人一殺」のテロというものが戦前にあったがその時代に戻るようなドス黒い流れを感じる。この日が憲法記念日というのも象徴的だ。
- 新聞社は他の機関と違って、開放的な雰囲気があり、それにつけこんだ犯行だと思う。ものごとを言論でなく暴力に訴える風潮になってきているようで憂慮にたえない[32]。

朝日新聞は1987年5月5日付朝刊で社説「暴力を憎む」を掲載した。「朝日新聞阪神支局が銃を持った男に襲われ、勤務中の記者が犠牲になった。このような事件は、わが国の言論史上初めてのことである。われわれは、これを言論に対する許しがたい挑戦であり、民主主義社会の破壊行為だと考える。亡くなった同僚への深い悲しみとともに、暴力への怒りがこみ上げてくる」「多様な価値を認め合う民主主義社会を守り、言論の自由を貫くために、これからも変わらぬ努力を続けたい。われわれは、暴力を憎む。暴力によって筆をゆるめることはない」。
1987年5月末までに、延べ新聞45紙が社説で朝日新聞阪神支局襲撃事件を取り上げ、暴力に屈しない決意を表明した。朝日新聞とは正反対の主張をする事が多い産経新聞さえ、ヴォルテールの有名な言葉を引いた「我々は朝日の意見には反対だが、朝日がそれを述べる権利まで否定するような風潮には、朝日と共に闘う」といった趣旨の内容を、社説『主張』で述べた。
NHK未解決事件「赤報隊事件」で朝日新聞特命取材班の樋田毅記者を演じた草彅剛は「阪神支局の事件が起きた時、僕は中学生でした。事件について詳しく知らなかったのですが、知れば知るほど、自由にモノが言える自由な社会とは何か、考えるようになりました」とコメントしている。
事件は海外でも大きく報道された。

## 「青い山脈」が追悼歌に
1986年の阪神支局忘年会で小尻記者は「青い山脈」を熱唱し、襲撃事件後阪神支局員の追悼歌として歌われるようになった。

## 演じた俳優
- 笠原秀幸 - NHKスペシャル 未解決事件『赤報隊事件』（2018年1月27日、実録ドラマ）